# Widok z góry najwyższej. Live 1980
Widok z góry najwyższej. Live 1980 – dwupłytowy album koncertowy polskiego zespołu rockowego Exodus. Jest to pierwszy tego typu krążek w dyskografii formacji, która była wówczas w apogeum swoich możliwości twórczych i wykonawczych. Wydana dnia 22 marca 2024 roku przez wytwórnię Gad Records płyta, zawiera kompletny zapis koncertu zespołu z warszawskiej Sali Kongresowej, który odbył się 28 października 1980 roku. Materiał z płyty The Most Beautiful Day został wówczas odegrany przez muzyków w całości. Jest on wzbogacony o rozbudowaną wersję utworu „Gonitwa myśli”; pierwszą, wówczas jeszcze instrumentalną wersję kompozycji „Spróbuj wznieść się wyżej” oraz solowe popisy Władysława Komendarka i Zbigniewa Fyka, a także rzadko spotykaną wersję „Ostatniego teatrzyku objazdowego”, który urywa się z powodu wyłączenia prądu na sali.

... Niemniej mimo tych wszystkich porównań Exodus z perspektywy czasu pozostaje przede wszystkim... sobą. Nigdy wcześniej, ani później nie mieliśmy w Polsce grupy, która by z taką swadą i kreatywnością szukała swojej formuły rocka progresywnego, bazując głównie na fascynacji muzyką klasyczną, uciekając jednocześnie od elementów jazzu czy fusion. Mimo iż przygoda Exodusu trwała zaledwie kilka lat, to grupa pozostawiła trwały ślad w historii polskiego rocka. Widok z góry najwyższej. Live 1980 to drobne uzupełnienie tego obrazu. I okazja by wreszcie spełnić marzenia muzyków o płycie koncertowej, które nie mogły się ziścić w 1979 roku. Trzeba było poczekać jedyne czterdzieści pięć lat.

Album został zremasterowany przez Andrzeja Poniatowskiego, który współpracował z zespołem na początku jego kariery. W książeczce do płyty kompaktowej oprócz zdjęć, znalazł się obszerny esej o koncertowych przygodach Exodusu. 24 maja 2024 roku ukazała się także płyta winylowa w dwóch wersjach kolorystycznych (czarny – 300 szt.; kolorowy – 200 szt.).

## Lista utworów
Źródło:.
CD 1
1. „Zapowiedź” – 1:33
2. „Ten najpiękniejszy dzień” (muz. Andrzej Puczyński, Władysław Komendarek – sł. Andrzej Puczyński) – 18:44
3. „Ci wybrani” (muz. Andrzej Puczyński, Władysław Komendarek – sł. Małgorzata Maliszewska) – 3:49
4. „Stary Noe” (muz. Paweł Birula – sł. Małgorzata Maliszewska) – 4:37
5. „Złoty promień słońca” (muz. Andrzej Puczyński, Władysław Komendarek – sł. Andrzej Puczyński) – 5:20
6. „Komendarek (solo)” (muz. Władysław Komendarek) – 8:18

CD 2
1. „Gonitwa myśli” (muz. Zbigniew Fyk) – 15:04
2. „Widok z góry najwyższej” (muz. i sł. Andrzej Puczyński) – 5:45
3. „Spróbuj wznieść się wyżej” (muz. Andrzej Puczyński) – 5:43
4. „Wagabunda” (muz. Paweł Birula – Małgorzata Maliszewska) – 7:56
5. „Fyk (solo)” (muz. Zbigniew Fyk) – 3:57
6. „Ostatni teatrzyk objazdowy” (muz. Andrzej Puczyński, Władysław Komendarek – sł. Andrzej Puczyński) – 4:41

## Skład zespołu
Źródło:.
- Paweł Birula – śpiew, gitara 12-strunowa akustyczna,
- Andrzej Puczyński – gitara, wokal wspierający
- Władysław Komendarek – instrumenty klawiszowe
- Wojciech Puczyński – gitara basowa
- Zbigniew Fyk – perkusja

## Opracowanie
Źródło:.
- Michał Wilczyński – producent
- Łukasz Hernik – współproducent, opracowanie graficzne
- Emilia Ziemba – montaż
- Andrzej Poniatowski – mastering
- Przemysław Pomarański – obróbka zdjęć